# Alfons z Navarrete
Alfons (z) Navarrete (ur. 21 września 1571 w Logroño, zm. 1 czerwca 1617 w Koguchi, Ōmura w pref. Nagasaki) – dominikanin, męczennik chrześcijański i błogosławiony Kościoła katolickiego.
Alfons z Navarrete był dominikańskim zakonnikiem. Wysłany został na misję na Filipiny w 1598 roku. Dla poratowania zdrowia powrócił do Hiszpanii. W 1611 roku powtórnie udał się na misję najpierw do Manili, a następnie przeniesiony został do Japonii by tam realizować swój apostolat. Do męczeńskiej śmierci pełnił obowiązki wikariusza prowincjonalnego. Zginął za sprawą antykatolickiego dekretu wydanego przez Hidetada i uznany został za ofiarę „nienawiść do wiary”.
Alfons został beatyfikowany 7 maja 1867 roku przez papieża Piusa IX w grupie 205 męczenników japońskich.
Wspomnienie liturgiczne błogosławionego Alfonsa z Navarrete w Kościele katolickim obchodzone jest w dies natalis (1 czerwca) i 10 września.
Dominikanie wspominają zakonnika 6 listopada razem ze 107 towarzyszami ze Wschodu (ang. Martyrs of the Far East), dominikańskimi tercjarzami i osobami bliżej nieznanymi, nazywanymi „Braćmi Różańcowymi”.